# Il violino di Cervarolo
Il violino di Cervarolo è un film documentario del 2012 diretto da Nico Guidetti e Matthias Durchfeld.
La pellicola rievoca un episodio della seconda guerra mondiale: la strage di civili perpetrata nella primavera del 1944 ad opera di reparti delle truppe tedesche nel borgo appenninico di Cervarolo, nel comune di Villa Minozzo, in provincia di Reggio Emilia.

## Trama
Il violino di Cervarolo, realizzato con la collaborazione degli abitanti di Cervarolo, parenti delle vittime della strage, prende le mosse dalle vicende di un violino che lega una delle famiglie di Cervarolo a questi fatti sanguinosi. Si tratta del violino appartenuto a Virgilio Rovali, musicista del paese, che poco prima di partire soldato lasciò alla madre il proprio strumento. Pochi mesi dopo ebbe luogo la strage. Malgrado l'incendio che distrusse parte del paese, il violino si salvò e venne ritrovato intatto. A sessantotto anni di distanza è il figlio di Virgilio, Italo Rovali, a indagare su questi avvenimenti alla ricerca dei responsabili.

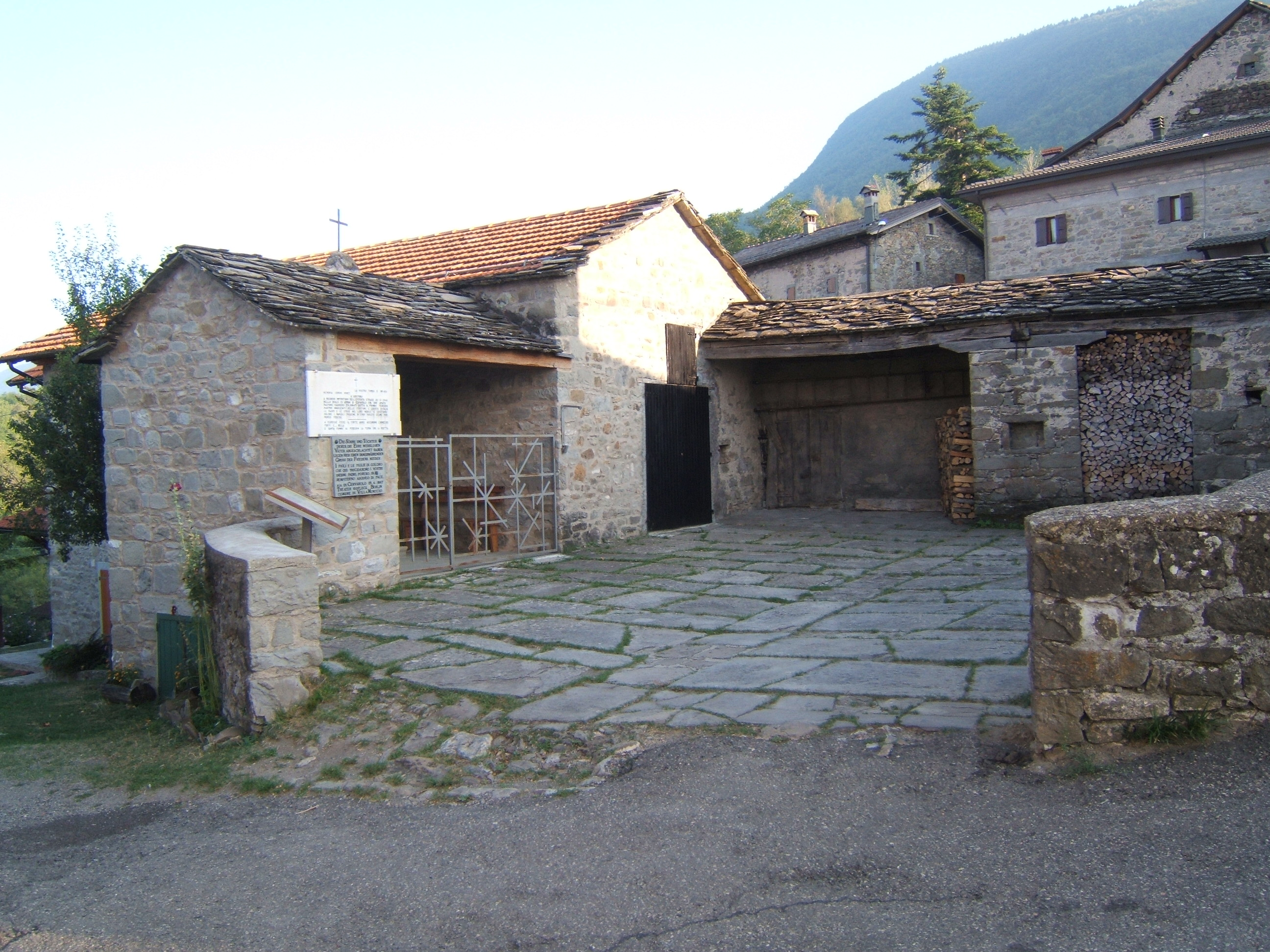
L'aia di Cervarolo, il luogo della strage.

## Storia
Il racconto documentario prende spunto da un fatto storico. A seguito della strage di Monchio, Susano e Costrignano, commessa il 18 marzo 1944 come rappresaglia contro la popolazione civile e per ostacolare la presenza di partigiani sull'Appennino modenese, il 20 marzo 1944 unità della divisione corazzata "Hermann Göring", raggiunsero il borgo di Cervarolo, frazione del Comune di Villa Minozzo. Qui, con la collaborazione della legione reggiana della Guardia nazionale repubblicana, ventiquattro membri della comunità, incluso il parroco, furono prelevati dalle loro abitazioni, riuniti nell'aia centrale del paese e quindi massacrati. Subito dopo, i militari appiccarono il fuoco agli edifici del piccolo borgo. Quest'avvenimento fu la conclusione di un'operazione nella quale persero la vita oltre 150 civili di diversi paesi dell'Appennino reggiano e modenese.

## Processo
Per decenni il fascicolo sulla strage di Cervarolo è rimasto nascosto, insieme a tanti altri, all'interno del cosiddetto "armadio della vergogna", in un ripostiglio di Palazzo Cesi, sede della Procura generale militare di Roma, fino al ritrovamento avvenuto nel 1994. Da qui è scaturita un'inchiesta che ha preso avvio nel 2005 e si è conclusa il 6 luglio 2011 presso il Tribunale militare di Verona con la condanna all'ergastolo di sei ex militari nazisti ritenuti responsabili delle operazioni che colpirono Cervarolo, Monchio, Mommio, Monte Morello e Vallucciole. L'inchiesta ha portato inoltre gli abitanti del paese sopravvissuti – accompagnati e sostenuti dall'ANPI reggiana e da Istoreco (Istituto per la storia della Resistenza e della società contemporanea in provincia di Reggio Emilia) – a partecipare come testimoni al processo svoltosi. Oltre alla condanna in contumacia per i militari tedeschi superstiti, la sentenza ha riconosciuto il diritto delle vittime ad essere indennizzate anche con beni di proprietà dello Stato tedesco.
La Repubblica federale di Germania ha fatto successivamente ricorso in merito alla richiesta d'indennizzo presso la Corte internazionale di giustizia dell'Aja e quest'ultima si è espressa in data 3 febbraio 2012 a favore dell'immunità degli Stati e contro il risarcimento dei singoli cittadini. Il 22 ottobre 2014, la Corte costituzionale ha però giudicato incostituzionale la norma (legge n. 5 del 2013) che recepisce la sentenza dell'Aja sull'immunità della Germania in quanto lede i diritti inviolabili dell'uomo e il diritto di difesa.
Dopo l'appello di secondo grado che aveva cancellato tre dei sei ergastoli, la Cassazione ha annullato tale sentenza su ricorso dei PM: il 2 dicembre 2014 il nuovo processo d'appello ha ribaltato nel terzo grado il giudizio di secondo grado, confermando definitivamente l'ergastolo riportando a cinque i condannati in via definitiva, in quanto l'imputato Ferdinand Osterhaus era deceduto nel corso del 2014.
Gli imputati erano sempre rappresentati dai loro avvocati d'ufficio o di fiducia, ma non si sono mai presentati personalmente nell'aula del tribunale.
Il film Il violino di Cervarolo è stato proiettato in Germania in tutte le sei città degli imputati.